# ニッポン アイニイクヨ
ニッポン アイニイクヨ は、GOLF&MIKEの日本デビューシングル。

## 収録曲
1. ニッポン アイニイクヨ
  - 作詞：稀月真皓、zopp／作曲・編曲：Shusui、Stefan Aberg
2. アナタが夏の真ン中
  - 作詞：佐藤あずき／作曲：TSUKASA／編曲：華原大輔
3. ニッポン アイニイクヨ(オリジナル・カラオケ)
4. アナタが夏の真ン中(オリジナル・カラオケ)

- 特典
  - 8Pブックレット
  - ロングキャップ仕様
  - 握手券封入(東京都内にて実施予定)